# La Jeune Folle
Pour plus de détails, voir Fiche technique et Distribution.
La Jeune Folle est un film français réalisé par Yves Allégret, sorti en 1952. C'est la nouvelle « Ar Follez yaouank » de Fant Rozec (écrivaine bretonne) qui aurait inspiré le cinéaste.

## Synopsis
Irlande, 1922. En plein insurrection nationale, Catherine, jeune orpheline employée aux tâches ménagères, va partir à la recherche de son frère qu'elle a entendu dans un rêve l'appeler au secours.

## Fiche technique
- Titre : La Jeune Folle
- Réalisation : Yves Allégret
- Scénario : Jacques Sigurd, d'après une nouvelle de Catherine Beauchamp, parue en 1937[1]
- Décors : Alexandre Trauner
- Costumes : Jacques Cottin et Monique Plotin
- Photographie : Roger Hubert
- Son : Antoine Archimbaud
- Montage : Claude Nicole
- Musique : Paul Misraki
- Producteur : Ray Ventura
- Société de production : Hoche Productions
- Société de distribution : Comptoir Cinématographique du Nord (Cocinor)
- Pays d'origine :  France
- Format :  Noir et blanc - 1,37:1 - 35 mm - Son mono
- Genre : Drame
- Durée :  84 min
- Date de sortie : 
  - France  : 1er octobre 1952

## Distribution
- Danièle Delorme : Catherine
- Henri Vidal : Steve
- Nic Vogel : Tom
- Maurice Ronet : Jim
- Jean Debucourt : Le messager
- Michèle Cordoue : Mary, la cabaretière
- Jacqueline Porel : La mère supérieure
- Marcel Journet : Le chef de police Donovan
- Madeleine Barbulée : La voyageuse
- Joëlle Bernard : La femme ivre
- Georges Chamarat :	Le chef de gare
- Marcel Charvey : Un policier
- Lolita De Silva : Sœur Ruth
- Jacques Dynam : Le consommateur
- Michel Etcheverry : Le prêtre
- Gabrielle Fontan : Sœur Patricia
- Christian Fourcade : Un enfant
- Gabriel Gobin : L'employé de la gare
- Madeleine Gérôme : Mme Donovan
- Olivier Hussenot : Le colleur d'affiches
- Jean Marchat : L'inspecteur
- Jean-Pierre Maurin	: Un enfant
- Georges Poujouly : Un enfant
- Julien Verdier : Le garçon de café
- Paule Emanuele : ?
- Françoise Goléa : ?
- René Lefèvre-Bel : ?
- Clary Monthal : ?
- Michèle Nancey : ?
- Nelly Vignon : ?

## Accueil

### Accueil critique
« Danièle Delorme dans La Jeune Folle d' Allégret. Faisant preuve d'un extraordinaire talent, cette jeune actrice a créé un personnage bouleversant et pathétique, une sorte d'héroïne hallucinée et à peine consciente qui brûle l'écran d'une passion insolite. »

— Cahiers du cinéma, n° 16, octobre 1952

## Note et référence
1. ↑  Notice sur BnF.fr